# Fleurs des landes
Fleurs des landes est un recueil de cinq mélodies composées par Hector Berlioz, de 1833 à 1846, et publié comme op. 13 en 1850.

## Composition
Les mélodies de Fleurs des landes sont composées par Hector Berlioz sur plusieurs années, sans compter les différentes versions de certaines mélodies : Le Jeune Pâtre breton est composé en 1833, Le Chant des Bretons en 1835 et Le Trébuchet en 1846. Le Matin et Petit oiseau étaient deux pièces inédites lors de la publication, en 1850.

## Présentation
Le catalogue des œuvres de Berlioz établi par le musicologue américain Dallas Kern Holoman présente les versions successives des mélodies de Fleurs des landes, publié par le compositeur sous le numéro d'op. 13 en novembre 1850 :
1. Le matin, romance ;
2. Petit oiseau, chanson de paysan ;
3. Le Trébuchet, scherzo à deux voix ;
4. Le Jeune Pâtre breton ;
5. Le Chant des Bretons.

La publication de Feuillets d'album, Fleurs des landes et Vox populi rapporta « un peu d'argent » au compositeur — « ce n'était cependant pas assez » : Berlioz, qui ne trouve pas d'éditeur pour Les Soirées de l'orchestre, « se débat dans des difficultés financières ».
Fleurs des landes constitue les six derniers numéros dans la grande Collection de 32 mélodies de Berlioz publiée en novembre 1863, en même temps que la partition, également réduite pour chant et piano, des Troyens (en deux parties, La Prise de Troie et Les Troyens à Carthage).

## Analyse
Par ses thèmes, Fleurs des landes paraît « comme un pendant d'Irlande, cette fois dédié à la Bretagne ».
Dernier cycle de mélodies publié, Fleurs des landes est caractéristique des méthodes de composition de Berlioz, multipliant « ces pages conçues isolément, mais incluses dans des ensembles plus vastes ».

## Discographie
- Hector Berlioz : The Complete Works (27 CD, Warner Classics 0190295614447, 2019)
Le Trébuchet (H 113) par Victoria de los Ángeles (soprano), Dietrich Fischer-Dieskau (baryton) et Gerald Moore (piano), CD 12
Le Jeune pâtre breton  (H 65D) par Howard Crook (ténor), l'Orchestre de l'Opéra de Lyon et John Eliot Gardiner (dir.), CD 9
Le Chant des Bretons (H 71B) par John Aler (ténor) et Cord Garben (piano), CD 8
- Hector Berlioz, Œuvres pour chœur — Le Trébuchet par le chœur de l'Orchestre national de Lyon, Noël Lee (piano), dirigés par Bernard Tétu (Harmonia Mundi, HMC 901293, 1989)

### Biographies
- David Cairns (trad. de l'anglais), Hector Berlioz. Servitude et grandeur (1832-1869), Paris, Fayard, 2002, 944 p. (ISBN 2-213-61250-1) traduit par Dennis Collins.

### Monographies
- Pierre Citron, Cahiers Berlioz no 4, Calendrier Berlioz, La Côte-Saint-André, Musée Hector-Berlioz, 2000 (ISSN 0243-3559)
- Pierre-René Serna, Berlioz de B à Z, Paris, Van de Velde, 2006, 264 p. (ISBN 2-85868-379-4)

### Articles et analyses
- Gérard Condé et Gilles Cantagrel (dir.), Guide de la mélodie et du lied, Paris, Fayard, coll. « Les Indispensables de la musique », 1994, 916 p. (OCLC 417117290, BNF 35723610), p. 52